# 朱敏希
朱敏希（6月15日—）是香港作曲家、作詞家、及唱作人，曾為多位知名歌手創作作品，包括姜濤、盧瀚霆、李幸倪、陳凱詠、鄭欣宜、陳柏宇、許廷鏗、周吉佩、李克勤、周深、關智斌、吳業坤等。 KW亦曾於2018年以組合Myar成員出道，及後宣布休團，並於2019年推出個人作品 《絕地求生》。
2020年，KW朱敏希與填詞人陳耀森合作的作品《隔離》大獲好評，其中《隔離》更連續多個星期穩佔 KKBOX 本地榜日榜及週榜冠軍歌位置。同年，由KW朱敏希作曲關智斌演唱的《暫定》奪得叱咤樂壇十大歌曲的第七位。
2023年，雙子座KW朱敏希與雙魚座妻子羅曦林Hailey組成音樂組合子飛魚，並在4月發佈第一首作品《飛魚之信仰》。

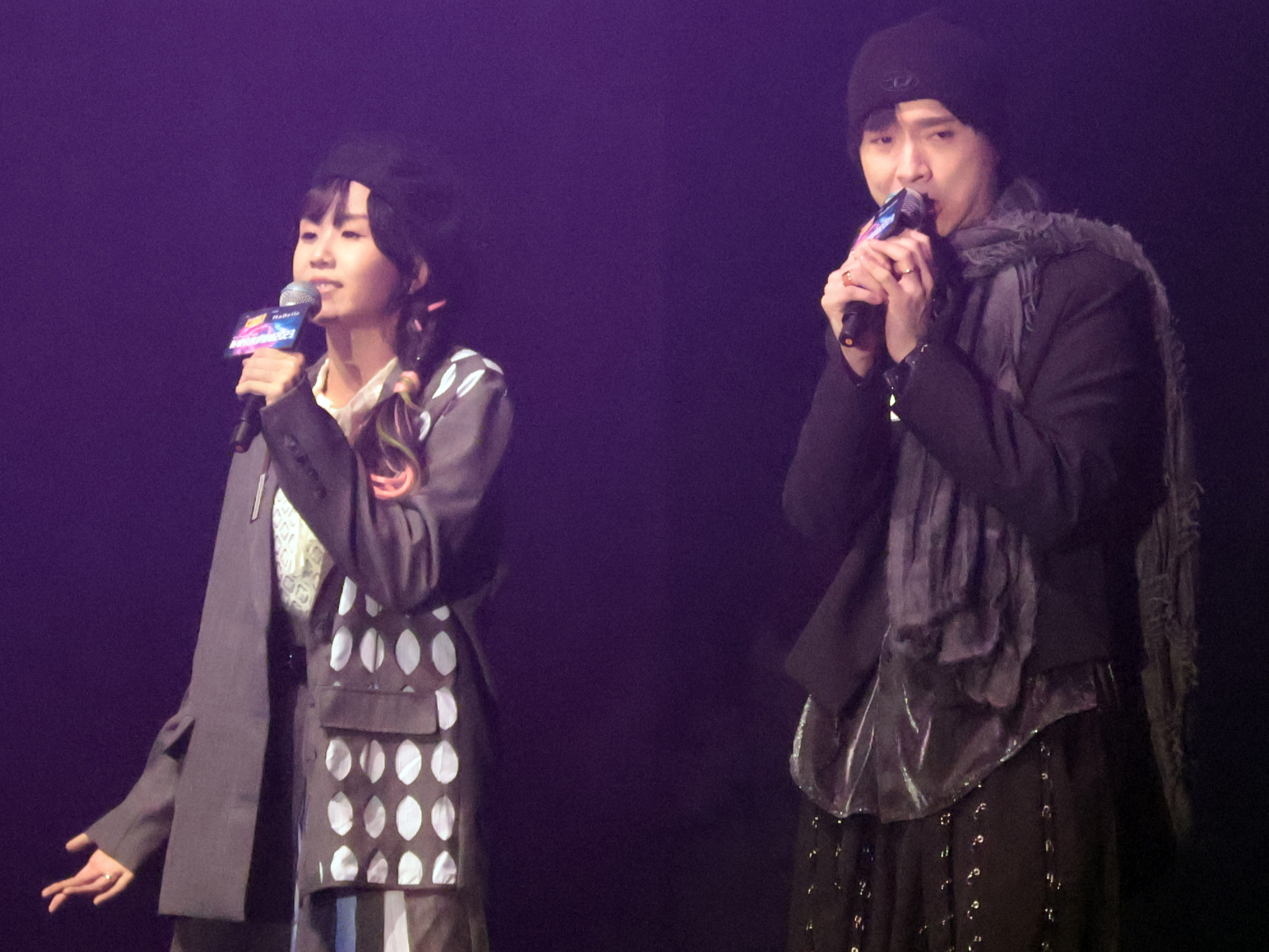
朱敏希與妻子羅曦林Hailey組成的音樂組合子飛魚出席《新城勁爆頒獎禮2023》

## 創作作品

### 2010年-2019年
- KW朱敏希 - 絕地求生（作曲、填詞、編曲、監製）
- 羅凱鈴 - 經不起變化（作曲）
- Shine - 一時瑜亮（作曲）
- 黃山怡 - 爆爆王國（作曲）
- 黃思迦 - Soulmate（作曲）
- 鍾一憲 - 明明（作曲）
- Myar - Hunny（作曲、填詞、監製）
- Myar - 有所不知（作曲）
- Myar - 只是太早（作曲、填詞）
- Myar - 同窗會（作曲）
- Myar - 尾行（作曲、填詞、監製）
- Myar - 按停（作曲、填詞）
- Myar - 向青春說Sorry（作曲、監製）
- Myar - 爸媽（作曲、填詞）

### 2020年
- 李克勤、周深 - 不見就散（作曲）
- 陳凱詠 - 隔離 (填詞） [註 1]
- 李克勤 - 為食熊貓 (填詞） [註 2]
- 盧瀚霆 - 角落生物（作曲）
- 關智斌 - 暫定（作曲）

### 2021年
- 石詠莉 - 期間限定（作曲、填詞）[註 3]
- KW朱敏希 - 分開下（作曲、填詞、編曲、監製）[註 4]
- 陳凱詠 - 沒有無緣無故的恨（作曲、填詞）[註 5]
- 陳柏宇 - 對得起自己（作曲）

### 2022年
- 艾妮 - 情緒勒索（作曲）
- 许廷铿 - 没有人可以为你的幸福负责（作曲）
- 許廷鏗 - 有今生沒來世（作曲）
- 許靖韻 - 最黑暗的光（作曲）
- 霍嘉恩 - 焰紅 (作曲）
- 神奇膠 x 小肥 - 誰人發明IT狗 (監制)
- ANSONBEAN、Kayan9896、林千渟 - 作動小愛戀（作曲）
- 鄭欣宜 - 恐懼蠶食心靈（作曲）

### 2023年
- 林倩甯 - 禁入空間（作曲）
- 施匡翹 - 童年密碼（作曲）
- 魏浚笙 - 遺忘了初心的我們（作曲、監製）
- 子飛魚 - 飛魚之信仰（作曲、填詞、監製）
- 子飛魚 - 直到生命再相聚時（作曲、填詞、監製）
- 姜濤 - DUMMY（作曲）
- 側田、余宗遙、Kerryta - 一律建議分手（作曲）
- 吳業坤 - 分手前中後（作曲）

### 2024年
- 周吉佩 - 飛常日誌（作曲）
- Twins - 忠粉（作曲、填詞）
- 方俊 - 鼓舞（作曲）
- 子飛魚 - 封印的角落（作曲）
- 炎明熹 - 還有一艘救生艙（作曲、填詞）
- 林峯 - 愛在三千的宇宙（作曲、填詞、監製）
- 黃淑蔓 - 已刪除的時間綫（作曲、填詞、監製）
- 鄭秀文 - 從前的我們（作曲）
- 藍曉瑩 - 求救信號失效（作曲、填詞）
- 包仲欣 - 其實你是我這人物的監製（填詞）
- 許靖韻 - 作賤（作曲）
- 邱士縉 - 測謊（作曲）

### 2025年
- Gin Lee、肥豪 - 疫後遺物（作曲）
- 黃妍 - 悲劇女主（作曲、編曲、監製）
- 洪助昇 - 別想跟我再和好（作曲）
- 羅樂 - 午夜夢迴（監製）
- VIVA - 不夠浪漫的我們（作曲）
- 關嘉敏 - 愛不罕有（作曲）
- 魏浚笙 - 白色踢死兔（作曲）
- 12SAC - 躺下（監製）
- P1X3L - 有你未為輸（作曲）
- 呂爵安 - It's you（作曲、填詞）
- 黃峻𤋮 - 不如出走（作曲）

## 外部連結
- 朱敏希的Facebook專頁
- 朱敏希的Instagram帳戶